# Семенівка (річка)
Семені́вка, Курлевиця — річка в Україні, в межах Хмельницького та Шепетівського районів Хмельницької області. Права притока Полкви (басейн Дніпра).

## Опис
Довжина 23 км. Площа водозбірного басейну 128 км². Річкова долина неширока і неглибока (у пониззі глибша, місцями з крутими схилами), є заболочені ділянки. Споруджено кілька ставків, у пониззі — меліоративні канали.

## Розташування
Семенівка бере початок на південь від села Волиця. Тече переважно на північний захід. Впадає до Полкви неподалік від південно-західної околиці села Жемелинці.
Над річкою розташовані села: Волиця, Поляхова, Бережинці, Данилівка, Денисівка, Семенів і Жемелинці (частково).

## Галерея

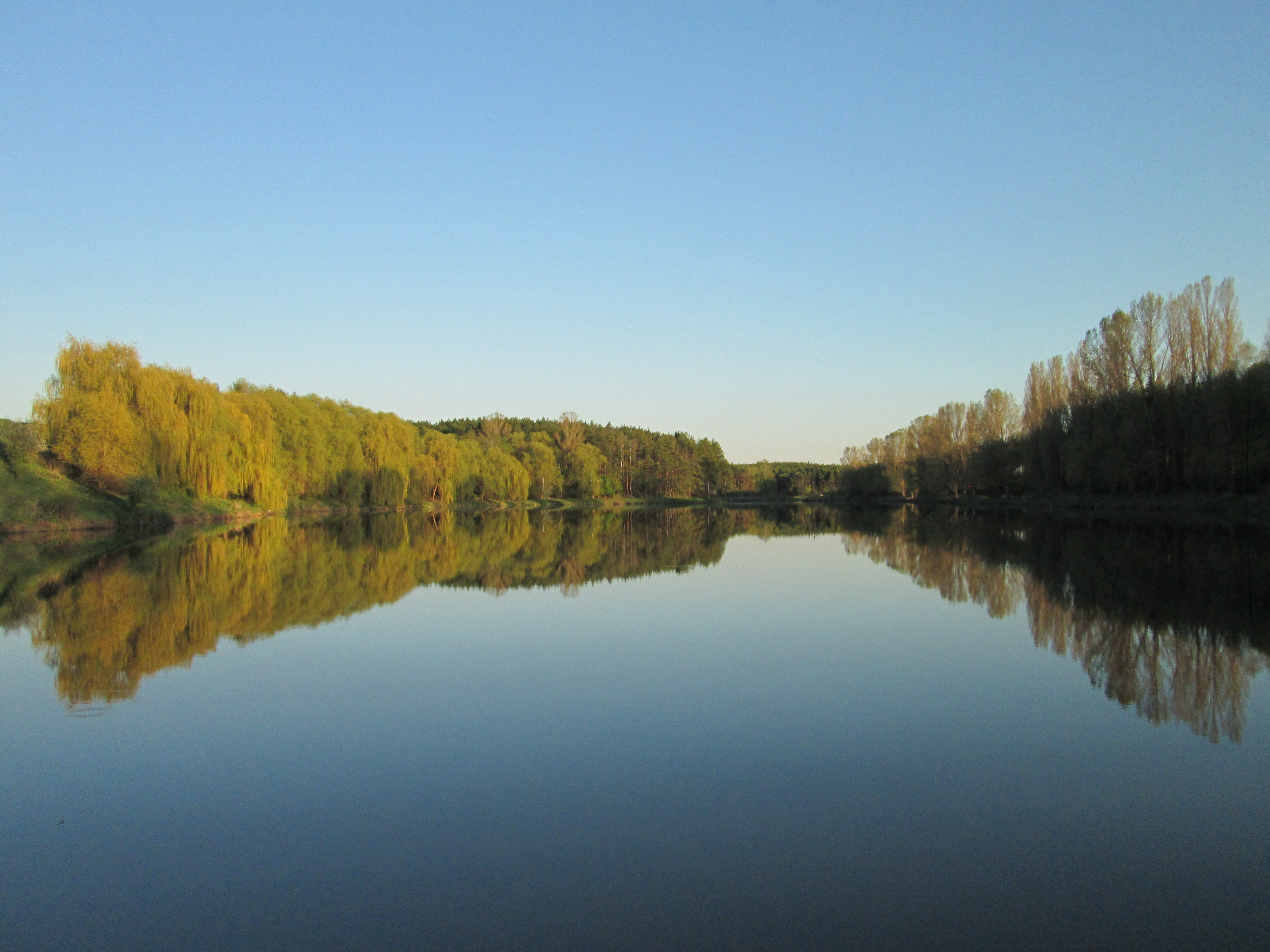
Ставок на річці Семенівка в селі Поляхова